# Música gasba

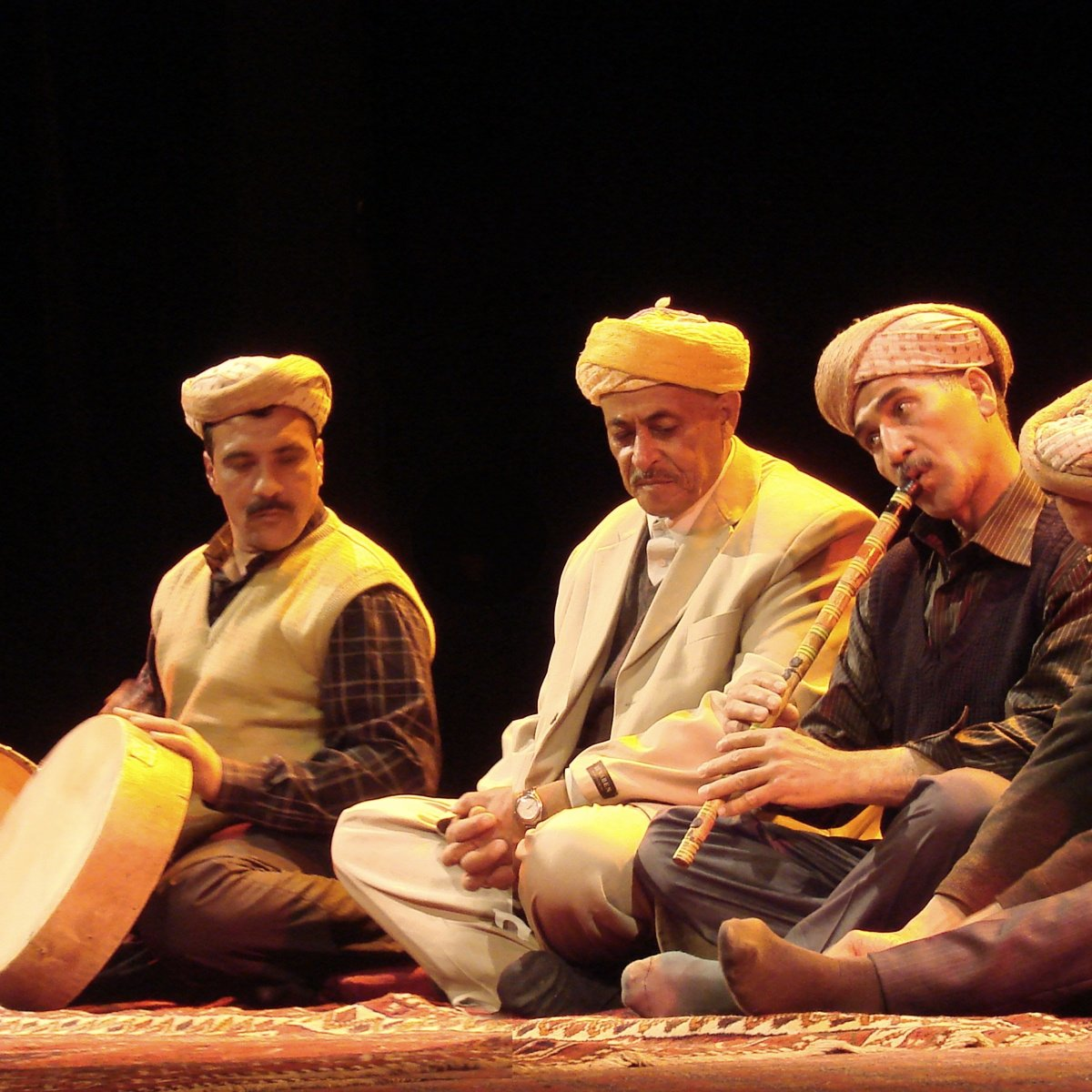
Músicos gasba.

La gasba o tamja es un estilo musical basado en un instrumento de viento del mismo nombre, (gasba significa literalmente «caña» en lengua bereber), que está muy extendida en Túnez, Argelia (entre los chawis del noreste de Argelia y Orán en el al noroeste), y en Marruecos, (en el Rif oriental (Alhucemas, Driuch, Nador, Berkane) Oujda, Beni Mathar y Bouarfa y por la hermandad de Jilala).
El tamja, taqsebt o incluso tighanimt, también llamado gasba entre las poblaciones de habla árabe, es un instrumento musical de viento tradicional de origen bereber. Es una flauta de lengüeta con la boca abierta oblicua1 que se utiliza principalmente en la música de Chaoui, la música Rifain (reggada) y Allawi. La gasba está presente principalmente en la región de Aurès, Zibans y las mesetas altas de Orán, Marruecos en la región del Rif oriental y, en general, en todo el este de Marruecos, pero también en Túnez, en la frontera con Aurès.

## Instrumento

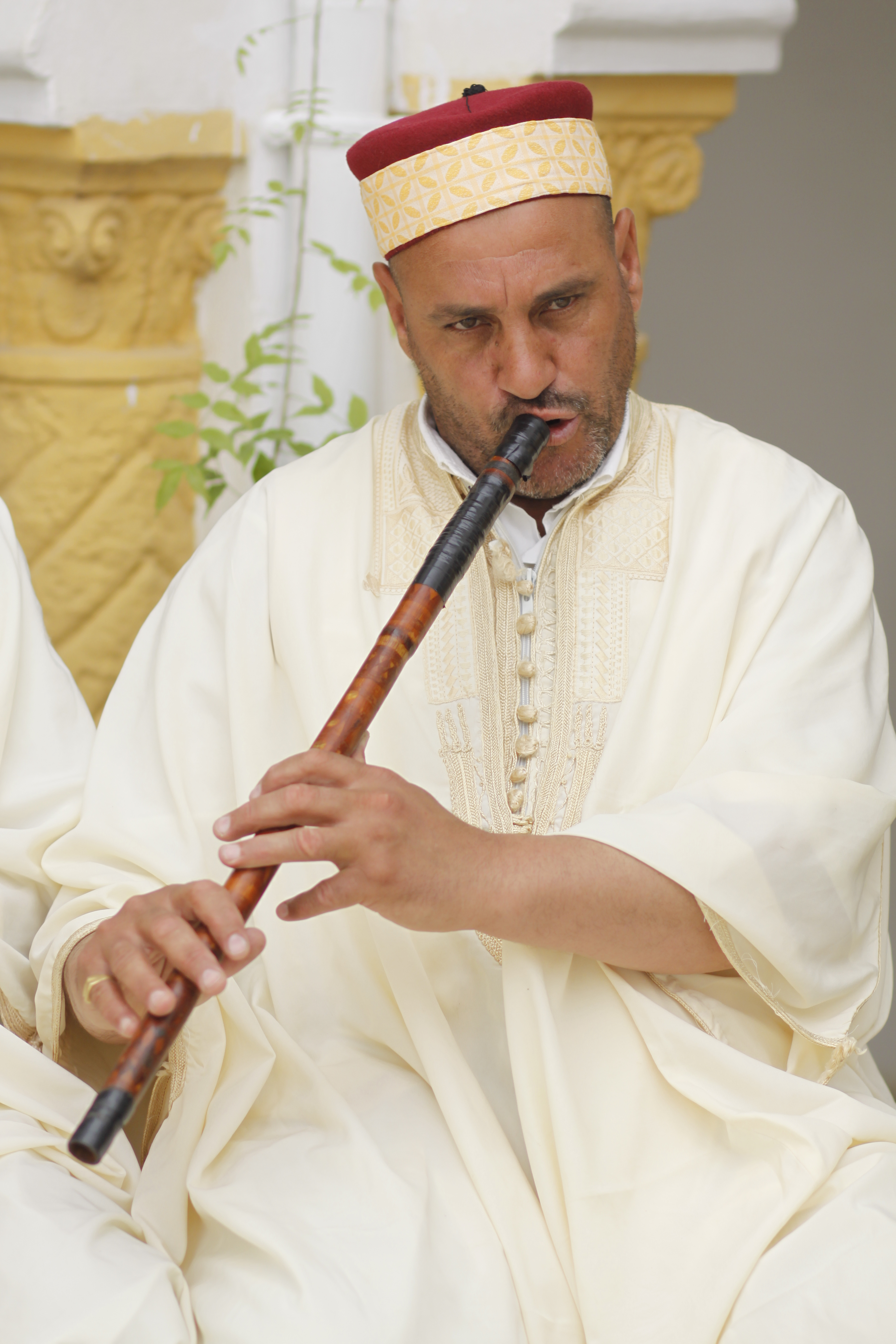
Hombre tocando la flauta gasba.

La gasba es una flauta oblicua y, como tal, se toca colocando la flauta en el lado de la boca, y no frente a un jugador de ajewwaq, otro número de flauta (pero grabador o conducto y no oblicua). El intérprete domina su instrumento después de años de ejercicio. Principalmente debe encontrar el sonido justo antes de hacerse cargo del repertorio tradicional de música Chaoui. La gasba produce un sonido ronco, en el límite de la vibración.
Es distinto del Mashrek ney, más bien reservado para la música clásica; Las notas de la gasba se adaptan a la música pastoral: desempeña un papel de apoyo musical para el cantante.
Tanto en la región del Rif como en Orán, el tamja (gasba para los hablantes de árabe) se juega mucho más en serio. Esto se debe en particular a la longitud de la flauta.